# Liste des députés du Rhône
 (mai 2025).
Cet article est une liste des députés élus dans le département du Rhône.

## Cinquième République

### Irelégislature(1958-1962)
| Circonscription     | Identité                                        | Parti | À partir du     | Jusqu'au       | Note |
| ------------------- | ----------------------------------------------- | ----- | --------------- | -------------- | ---- |
| 1re circonscription | Jean Miriot (suppléant : Émile Pesce)           | UNR   | 9 décembre 1958 | 9 octobre 1962 |      |
| 2e circonscription  | Henri Collomb (suppléant : Charles Vianet)      | CNI   | 9 décembre 1958 | 9 octobre 1962 |      |
| 3e circonscription  | Jacques Soustelle                               | UNR   | 9 décembre 1958 | 8 février 1959 | Gvt  |
| 3e circonscription  | Charles Béraudier                               | UNR   | 9 février 1959  | 9 octobre 1962 |      |
| 4e circonscription  | Guy Jarrosson (suppléant : Jacques Goyard)      | CNI   | 9 décembre 1958 | 9 octobre 1962 |      |
| 5e circonscription  | Roger Fulchiron (suppléant : Jean Sanoner)      | CNI   | 9 décembre 1958 | 9 octobre 1962 |      |
| 6e circonscription  | Édouard Charret (suppléant : René Laval)        | UNR   | 9 décembre 1958 | 9 octobre 1962 |      |
| 7e circonscription  | Philippe Danilo (suppléant : Claude Blanchin)   | UNR   | 9 décembre 1958 | 9 octobre 1962 |      |
| 8e circonscription  | Joseph Charvet (suppléant : Jean-Marie Merle)   | CNI   | 9 décembre 1958 | 9 octobre 1962 |      |
| 9e circonscription  | Joseph Rivière (suppléant : Gabriel Fougerouse) | MRP   | 9 décembre 1958 | 9 octobre 1962 |      |
| 10e circonscription | Louis Bréchard (suppléant : Paul Durand)        | CNI   | 9 décembre 1958 | 9 octobre 1962 |      |

### IIelégislature(1962-1967)
| Circonscription     | Identité                                          | Parti   | À partir du     | Jusqu'au        | Note |
| ------------------- | ------------------------------------------------- | ------- | --------------- | --------------- | ---- |
| 1re circonscription | René Caille (suppléant : Louis George-Batier)     | UNR-UDT | 6 décembre 1962 | 2 avril 1967    |      |
| 2e circonscription  | Henri Guillermin (suppléant : Jacques Vendroux)   | UNR-UDT | 6 décembre 1962 | 2 avril 1967    |      |
| 3e circonscription  | Édouard Charret (suppléant : Paul Honel)          | UNR-UDT | 6 décembre 1962 | 2 avril 1967    |      |
| 4e circonscription  | Maurice Herzog                                    | UNR-UDT | 6 décembre 1962 | 11 juillet 1963 | Gvt  |
| 4e circonscription  | Pierre-Bernard Cousté                             | UNR-UDT | 12 juillet 1963 | 2 avril 1967    |      |
| 5e circonscription  | Henri Gorce-Franklin (suppléant : Lucien Buisson) | UNR-UDT | 6 décembre 1962 | 2 avril 1967    |      |
| 6e circonscription  | Marcel Houël (suppléant : Roger Pestourie)        | PCF     | 6 décembre 1962 | 2 avril 1967    |      |
| 7e circonscription  | Philippe Danilo (suppléant : Claude Blanchin)     | UNR-UDT | 6 décembre 1962 | 2 avril 1967    |      |
| 8e circonscription  | Joseph Charvet (suppléant : Noël Delorme)         | RI      | 6 décembre 1962 | 2 avril 1967    |      |
| 9e circonscription  | Joseph Rivière (suppléant : Gabriel Fougerouse)   | CD      | 6 décembre 1962 | 2 avril 1967    |      |
| 10e circonscription | Charles Germain (suppléant : Aimé Laurent)        | CD      | 6 décembre 1962 | 2 avril 1967    |      |

### IIIelégislature(1967-1968)
| Circonscription     | Identité                                          | Parti     | À partir du  | Jusqu'au    | Note |
| ------------------- | ------------------------------------------------- | --------- | ------------ | ----------- | ---- |
| 1re circonscription | René Caille (suppléant : Roger Goguillot)         | UD-Ve     | 3 avril 1967 | 30 mai 1968 |      |
| 2e circonscription  | Henri Guillermin (suppléant : Charles Dufour)     | UD-Ve     | 3 avril 1967 | 30 mai 1968 |      |
| 3e circonscription  | Édouard Charret (suppléant : Paul Honel)          | UD-Ve     | 3 avril 1967 | 30 mai 1968 |      |
| 4e circonscription  | Louis Joxe                                        | UD-Ve     | 3 avril 1967 | 7 mai 1967  | Gvt  |
| 4e circonscription  | Jean Baridon                                      | UD-Ve     | 8 mai 1967   | 30 mai 1968 |      |
| 5e circonscription  | Pierre-Bernard Cousté (suppléant : Gérard David)  | app.UD-Ve | 3 avril 1967 | 30 mai 1968 |      |
| 6e circonscription  | Marcel Houël (suppléant : René Desgrand)          | PCF       | 3 avril 1967 | 30 mai 1968 |      |
| 7e circonscription  | Philippe Danilo (suppléant : René Meyer)          | UD-Ve     | 3 avril 1967 | 30 mai 1968 |      |
| 8e circonscription  | Pierre Morison (suppléant : Alain Bernard)        | RI        | 3 avril 1967 | 30 mai 1968 |      |
| 9e circonscription  | Georges Vinson (suppléant : André Dépierre)       | FGDS      | 3 avril 1967 | 30 mai 1968 |      |
| 10e circonscription | Joseph Rosselli (suppléant : Robert Gambin, SFIO) | FGDS      | 3 avril 1967 | 30 mai 1968 |      |

### IVelégislature(1968-1973)
| Circonscription     | Identité                                         | Parti   | À partir du     | Jusqu'au       | Note |
| ------------------- | ------------------------------------------------ | ------- | --------------- | -------------- | ---- |
| 1re circonscription | René Caille (suppléant : Roger Goguillot)        | UDR     | 11 juillet 1968 | 1er avril 1973 |      |
| 2e circonscription  | Henri Guillermin (suppléant : Charles Dufour)    | UDR     | 11 juillet 1968 | 1er avril 1973 |      |
| 3e circonscription  | Édouard Charret (suppléant : Paul Honel)         | UDR     | 11 juillet 1968 | 1er avril 1973 |      |
| 4e circonscription  | Louis Joxe (suppléant : Jean Baridon)            | UDR     | 11 juillet 1968 | 1er avril 1973 |      |
| 5e circonscription  | Pierre-Bernard Cousté (suppléant : Gérard David) | app.UDR | 11 juillet 1968 | 1er avril 1973 |      |
| 6e circonscription  | Marcel Houël (suppléant : René Desgrand)         | PCF     | 11 juillet 1968 | 1er avril 1973 |      |
| 7e circonscription  | Philippe Danilo (suppléant : René Meyer)         | UDR     | 11 juillet 1968 | 1er avril 1973 |      |
| 8e circonscription  | Pierre Morison (suppléant : Baptiste Charmy)     | RI      | 11 juillet 1968 | 1er avril 1973 |      |
| 9e circonscription  | Joseph Rivière (suppléant : Maurice Berthomier)  | app.UDR | 11 juillet 1968 | 1er avril 1973 |      |
| 10e circonscription | Gérard Ducray (suppléant : Robert Bruyère)       | RI      | 11 juillet 1968 | 1er avril 1973 |      |

### Velégislature(1973-1978)
| Circonscription     | Identité                                             | Parti    | À partir du      | Jusqu'au        | Note |
| ------------------- | ---------------------------------------------------- | -------- | ---------------- | --------------- | ---- |
| 1re circonscription | René Caille (suppléant : Jean Bargoin)               | UDR      | 2 avril 1973     | 2 avril 1978    |      |
| 2e circonscription  | Henri Guillermin (suppléant : Albert Dévé)           | UDR      | 2 avril 1973     | 2 avril 1978    |      |
| 3e circonscription  | Jacques Soustelle (suppléante : Simone Balas)        | MNPL     | 2 avril 1973     | 2 avril 1978    |      |
| 4e circonscription  | Louis Joxe                                           | UDR      | 2 avril 1973     | 26 octobre 1977 | Cst  |
| 4e circonscription  | Jean Baridon                                         | UDR      | 4 novembre 1977  | 2 avril 1978    |      |
| 5e circonscription  | Pierre-Bernard Cousté (suppléante : Simone André)    | app.UDR  | 2 avril 1973     | 2 avril 1978    |      |
| 6e circonscription  | Étienne Gagnaire (suppléant : Bruno Chiado)          | Mvt.Réf. | 2 avril 1973     | 2 avril 1978    |      |
| 7e circonscription  | Frédéric Dugoujon (suppléant : Michel-Edmond Cretin) | Mvt.Réf. | 2 avril 1973     | 2 avril 1978    |      |
| 8e circonscription  | Emmanuel Hamel (suppléant : Georges Cumin)           | RI       | 2 avril 1973     | 2 avril 1978    |      |
| 9e circonscription  | Alain Mayoud (suppléant : Louis-Jean Perret)         | RI       | 2 avril 1973     | 2 avril 1978    |      |
| 10e circonscription | Gérard Ducray                                        | RI       | 2 avril 1973     | 9 juillet 1974  | Gvt  |
| 10e circonscription | Serge Mathieu                                        | RI       | 10 juillet 1974  | 12 octobre 1976 | Dem  |
| 10e circonscription | André Poutissou (suppléant : Paul Geoffroy)          | PS       | 23 novembre 1976 | 2 avril 1978    |      |
| 11e circonscription | Marcel Houël (suppléant : Georges Fraison)           | PCF      | 2 avril 1973     | 2 avril 1978    |      |
| 12e circonscription | Xavier Hamelin (suppléant : Raymond Charlin)         | UDR      | 2 avril 1973     | 2 avril 1978    |      |
| 13e circonscription | Jean Poperen (suppléant : Pierre Moutin)             | PS       | 2 avril 1973     | 2 avril 1978    |      |

### VIelégislature(1978-1981)
| Circonscription     | Identité                                              | Parti   | À partir du  | Jusqu'au    | Note |
| ------------------- | ----------------------------------------------------- | ------- | ------------ | ----------- | ---- |
| 1re circonscription | René Caille (suppléant : Jean Bargoin)                | RPR     | 3 avril 1978 | 22 mai 1981 |      |
| 2e circonscription  | Roger Fenech (suppléante : Bernadette Isaac-Sibille)  | UDF     | 3 avril 1978 | 22 mai 1981 |      |
| 3e circonscription  | Michel Noir (suppléant : Jean-Paul Bonnet)            | RPR     | 3 avril 1978 | 22 mai 1981 |      |
| 4e circonscription  | Raymond Barre                                         | DVD     | 3 avril 1978 | 4 mai 1978  | Gvt  |
| 4e circonscription  | Jean Baridon                                          | DVD     | 5 mai 1978   | 22 mai 1981 |      |
| 5e circonscription  | Pierre-Bernard Cousté (suppléante : Simone André)     | app.RPR | 3 avril 1978 | 22 mai 1981 |      |
| 6e circonscription  | Charles Hernu (suppléant : Jean-Jack Queyranne)       | PS      | 3 avril 1978 | 22 mai 1981 |      |
| 7e circonscription  | Frédéric Dugoujon (suppléante : Jacqueline Corneloup) | UDF     | 3 avril 1978 | 22 mai 1981 |      |
| 8e circonscription  | Emmanuel Hamel (suppléant : Georges Cumin)            | UDF     | 3 avril 1978 | 22 mai 1981 |      |
| 9e circonscription  | Alain Mayoud (suppléant : Alain Auplat)               | UDF     | 3 avril 1978 | 22 mai 1981 |      |
| 10e circonscription | Francisque Perrut (suppléant : Charles Bréchard)      | UDF     | 3 avril 1978 | 22 mai 1981 |      |
| 11e circonscription | Marcel Houël (suppléante : Madeleine Alloisio)        | PCF     | 3 avril 1978 | 22 mai 1981 |      |
| 12e circonscription | Xavier Hamelin (suppléant : Raymond Charlin)          | RPR     | 3 avril 1978 | 22 mai 1981 |      |
| 13e circonscription | Jean Poperen (suppléant : Pierre Moutin)              | PS      | 3 avril 1978 | 22 mai 1981 |      |

### XIIelégislature(1981-1986)
| Circonscription     | Identité                                              | Parti   | À partir du     | Jusqu'au        | Note |
| ------------------- | ----------------------------------------------------- | ------- | --------------- | --------------- | ---- |
| 1re circonscription | Marie-Thérèse Patrat (suppléant : Christian Mettraux) | PS      | 2 juillet 1981  | 1er avril 1986  |      |
| 2e circonscription  | Gérard Collomb (suppléant : Lucien Durand)            | PS      | 2 juillet 1981  | 1er avril 1986  |      |
| 3e circonscription  | Michel Noir (suppléante : Marie-Françoise Frobert)    | RPR     | 2 juillet 1981  | 1er avril 1986  |      |
| 4e circonscription  | Raymond Barre (suppléant : Jean Baridon)              | UDF     | 2 juillet 1981  | 1er avril 1986  |      |
| 5e circonscription  | Pierre-Bernard Cousté (suppléante : Simone André)     | app.RPR | 2 juillet 1981  | 1er avril 1986  |      |
| 6e circonscription  | Charles Hernu                                         | PS      | 2 juillet 1981  | 24 juillet 1981 | Gvt  |
| 6e circonscription  | Jean-Jack Queyranne                                   | PS      | 25 juillet 1981 | 1er avril 1986  |      |
| 7e circonscription  | Jean Rigaud (suppléant : Frédéric Dugoujon)           | DVD     | 2 juillet 1981  | 1er avril 1986  |      |
| 8e circonscription  | Emmanuel Hamel (suppléant : Albert Rollet)            | UDF     | 2 juillet 1981  | 1er avril 1986  |      |
| 9e circonscription  | Alain Mayoud (suppléant : Alain Auplat)               | UDF     | 2 juillet 1981  | 1er avril 1986  |      |
| 10e circonscription | Francisque Perrut (suppléant : Charles Bréchard)      | UDF     | 2 juillet 1981  | 1er avril 1986  |      |
| 11e circonscription | Marie-Josèphe Sublet (suppléant : Claude Dilas)       | PS      | 2 juillet 1981  | 1er avril 1986  |      |
| 12e circonscription | Roland Bernard (suppléant : Claude Jarrige-Lemas)     | PS      | 2 juillet 1981  | 1er avril 1986  |      |
| 13e circonscription | Jean Poperen (suppléante : Martine David)             | PS      | 2 juillet 1981  | 1er avril 1986  |      |

### VIIIelégislature(1986-1988)
14 députés élus à la proportionnelle (pas de suppléants) :
- Raymond Barre (DVD)
- Jean Besson (RPR)
- Gérard Collomb (PS)
- Jean-Michel Dubernard (RPR)
- Charles Fiterman (PCF)
- Bruno Gollnisch (FN)
- Charles Hernu (PS)
- Alain Mayoud (UDF)
- Michel Noir (RPR). Remplacé par Michel Terrot (RPR) à partir du 3 avril 1986.
- Jean Poperen (PS)
- Jean-Jack Queyranne (PS)
- Jean-Pierre Reveau (FN)
- Jean Rigaud (UDF)
- Marie-Josèphe Sublet (PS)

### IXelégislature(1988-1993)
| Circonscription     | Identité                                                 | Parti | À partir du     | Jusqu'au         | Note |
| ------------------- | -------------------------------------------------------- | ----- | --------------- | ---------------- | ---- |
| 1re circonscription | Bernadette Isaac-Sibille (suppléant : Henri Vianay)      | CDS   | 23 juin 1988    | 1er avril 1993   |      |
| 2e circonscription  | Michel Noir (suppléant : Roger Fenech)                   | RPR   | 23 juin 1988    | 7 décembre 1990  | Dem  |
| 2e circonscription  | Michel Noir                                              | RPR   | 3 février 1991  | 1er avril 1993   |      |
| 3e circonscription  | Jean-Michel Dubernard (suppléante : Simone André)        | RPR   | 23 juin 1988    | 13 décembre 1990 | Dem  |
| 3e circonscription  | Jean-Michel Dubernard                                    | RPR   | 3 février 1991  | 1er avril 1993   |      |
| 4e circonscription  | Raymond Barre (suppléant : Claude-Régis Michel)          | UDF   | 23 juin 1988    | 1er avril 1993   |      |
| 5e circonscription  | Jean Rigaud (suppléant : Jacques Meyer, RPR)             | UDF   | 23 juin 1988    | 1er avril 1993   |      |
| 6e circonscription  | Charles Hernu                                            | PS    | 23 juin 1988    | 17 janvier 1990  | Dcs  |
| 6e circonscription  | Jean-Paul Bret                                           | PS    | 18 janvier 1990 | 1er avril 1993   |      |
| 7e circonscription  | Jean-Jack Queyranne (suppléant : Jacky Darne)            | PS    | 23 juin 1988    | 1er avril 1993   |      |
| 8e circonscription  | Alain Mayoud (suppléant : Alain Auplat)                  | UDF   | 23 juin 1988    | 1er avril 1993   |      |
| 9e circonscription  | Francisque Perrut (suppléant : Jean-Louis Bellaton, RPR) | UDF   | 23 juin 1988    | 1er avril 1993   |      |
| 10e circonscription | Jean Besson (suppléant : Georges Barriol)                | RPR   | 23 juin 1988    | 1er avril 1993   |      |
| 11e circonscription | Gabriel Montcharmont (suppléant : Gérard Lindeperg)      | PS    | 23 juin 1988    | 1er avril 1993   |      |
| 12e circonscription | Michel Terrot (suppléant : Jean Salles)                  | RPR   | 23 juin 1988    | 1er avril 1993   |      |
| 13e circonscription | Jean Poperen                                             | PS    | 23 juin 1988    | 28 juillet 1988  | Gvt  |
| 13e circonscription | Martine David                                            | PS    | 29 juillet 1988 | 1er avril 1993   |      |
| 14e circonscription | Marie-Josèphe Sublet (suppléant : Claude Cerutti)        | PS    | 23 juin 1988    | 1er avril 1993   |      |

### Xelégislature(1993-1997)
| Circonscription     | Identité                                                         | Parti | À partir du      | Jusqu'au          | Note |
| ------------------- | ---------------------------------------------------------------- | ----- | ---------------- | ----------------- | ---- |
| 1re circonscription | Bernadette Isaac-Sibille (suppléant : Jean-Pierre Communal, RPR) | UDF   | 2 avril 1993     | 21 avril 1997     |      |
| 2e circonscription  | Michel Noir (suppléant : Gabriel Caillet)                        | DVD   | 2 avril 1993     | 6 février 1997    | Dem  |
| 3e circonscription  | Jean-Michel Dubernard (suppléante : Marie-Chantal Desbazeille)   | DVD   | 2 avril 1993     | 21 avril 1997     |      |
| 4e circonscription  | Raymond Barre (suppléant : Claude-Régis Michel)                  | UDF   | 2 avril 1993     | 21 avril 1997     |      |
| 5e circonscription  | Jean Rigaud (suppléant : Robert Bouclon)                         | UDF   | 2 avril 1993     | 21 avril 1997     |      |
| 6e circonscription  | Marc Fraysse (suppléant : Michel Servy)                          | RPR   | 2 avril 1993     | 21 avril 1997     |      |
| 7e circonscription  | Jean-Pierre Calvel (suppléant : Christian Brugère)               | UDF   | 2 avril 1993     | 21 avril 1997     |      |
| 8e circonscription  | Alain Mayoud (suppléant : Michel Mercier)                        | UDF   | 2 avril 1993     | 23 mai 1993       | Dcs  |
| 8e circonscription  | Michel Mercier                                                   | UDF   | 24 mai 1993      | 23 septembre 1995 | Snt  |
| 8e circonscription  | Maurice Depaix                                                   | PS    | 10 décembre 1995 | 21 avril 1997     |      |
| 9e circonscription  | Francisque Perrut (suppléant : Maurice Maurin)                   | UDF   | 2 avril 1993     | 21 avril 1997     |      |
| 10e circonscription | Jean Besson (suppléant : Georges Barriol)                        | RPR   | 2 avril 1993     | 21 avril 1997     |      |
| 11e circonscription | Jean-Claude Bahu (suppléant : Raymond Durand, UDF)               | RPR   | 2 avril 1993     | 21 avril 1997     |      |
| 12e circonscription | Michel Terrot (suppléant : Georges Perret)                       | RPR   | 2 avril 1993     | 21 avril 1997     |      |
| 13e circonscription | Martine David (suppléant : Bruno Polga)                          | PS    | 2 avril 1993     | 21 avril 1997     |      |
| 14e circonscription | André Gerin (suppléant : Jean-Claude Luscher)                    | PCF   | 2 avril 1993     | 21 avril 1997     |      |

### XIelégislature(1997-2002)
| Circonscription     | Identité                                                     | Parti | À partir du    | Jusqu'au       | Note |
| ------------------- | ------------------------------------------------------------ | ----- | -------------- | -------------- | ---- |
| 1re circonscription | Bernadette Isaac-Sibille (suppléante : Anne-Marie Comparini) | UDF   | 1er juin 1997  | 18 juin 2002   |      |
| 2e circonscription  | Henry Chabert (suppléant : Emmanuel Hamelin)                 | DVD   | 1er juin 1997  | 18 juin 2002   |      |
| 3e circonscription  | Jean-Michel Dubernard (suppléante : Chantal Josse)           | RPR   | 1er juin 1997  | 18 juin 2002   |      |
| 4e circonscription  | Raymond Barre (suppléant : Christian Philip)                 | UDF   | 1er juin 1997  | 18 juin 2002   |      |
| 5e circonscription  | Jean Rigaud (suppléant : Jacques Meyer, RPR)                 | UDF   | 1er juin 1997  | 18 juin 2002   |      |
| 6e circonscription  | Jean-Paul Bret (suppléante : Nathalie Gautier)               | PS    | 1er juin 1997  | 18 juin 2002   |      |
| 7e circonscription  | Jean-Jack Queyranne                                          | PS    | 1er juin 1997  | 4 juillet 1997 | Gvt  |
| 7e circonscription  | Jacky Darne                                                  | PS    | 5 juillet 1997 | 18 juin 2002   |      |
| 8e circonscription  | Robert Lamy (suppléant : Jean-Claude Lafforgue)              | RPR   | 1er juin 1997  | 18 juin 2002   |      |
| 9e circonscription  | Bernard Perrut (suppléante : Colette Cottet)                 | UDF   | 1er juin 1997  | 18 juin 2002   |      |
| 10e circonscription | Jean Besson (suppléant : Christophe Guilloteau)              | RPR   | 1er juin 1997  | 18 juin 2002   |      |
| 11e circonscription | Gabriel Montcharmont (suppléant : Guy Palluy)                | PS    | 1er juin 1997  | 18 juin 2002   |      |
| 12e circonscription | Michel Terrot (suppléant : Jacques Morel, UDF)               | RPR   | 1er juin 1997  | 18 juin 2002   |      |
| 13e circonscription | Martine David (suppléant : Bruno Polga)                      | PS    | 1er juin 1997  | 18 juin 2002   |      |
| 14e circonscription | André Gerin (suppléante : Anne Rocca)                        | PCF   | 1er juin 1997  | 18 juin 2002   |      |

### XIIelégislature(2002-2007)
| Circonscription     | Identité                                                  | Parti        | À partir du        | Jusqu'au           | Note |
| ------------------- | --------------------------------------------------------- | ------------ | ------------------ | ------------------ | ---- |
| 1re circonscription | Anne-Marie Comparini (suppléant : Patrick Huguet)         | UDF puis UMP | 19 juin 2002       | 19 juin 2007       |      |
| 2e circonscription  | Emmanuel Hamelin (suppléante : Laurence Bouchard)         | RPR puis UMP | 19 juin 2002       | 19 juin 2007       |      |
| 3e circonscription  | Jean-Michel Dubernard (suppléante : Laure Dagorne)        | RPR puis UMP | 19 juin 2002       | 19 juin 2007       |      |
| 4e circonscription  | Christian Philip (suppléante : Marie-Chantal Desbazeille) | UDF puis UMP | 19 juin 2002       | 19 juin 2007       |      |
| 5e circonscription  | Philippe Cochet (suppléante : Claudine Frieh)             | DL puis UMP  | 19 juin 2002       | 19 juin 2007       |      |
| 6e circonscription  | Nathalie Gautier                                          | PS           | 19 juin 2002       | 1er septembre 2006 | Dcs  |
| 6e circonscription  | Lilian Zanchi                                             | PS           | 1er septembre 2006 | 19 juin 2007       |      |
| 7e circonscription  | Jean-Jack Queyranne (suppléant : Jacky Darne)             | PS           | 19 juin 2002       | 19 juin 2007       |      |
| 8e circonscription  | Robert Lamy (suppléant : Jean-Pierre Guillot)             | RPR puis UMP | 19 juin 2002       | 19 juin 2007       |      |
| 9e circonscription  | Bernard Perrut (suppléant : Frédéric Miguet)              | DL puis UMP  | 19 juin 2002       | 19 juin 2007       |      |
| 10e circonscription | Jean Besson                                               | RPR puis UMP | 19 juin 2002       | 24 juin 2003       | MT   |
| 10e circonscription | Christophe Guilloteau                                     | RPR puis UMP | 25 juin 2003       | 19 juin 2007       |      |
| 11e circonscription | Georges Fenech (suppléante : Christiane Jury)             | DVD puis UMP | 19 juin 2002       | 19 juin 2007       |      |
| 12e circonscription | Michel Terrot (suppléant : Bernard Gillet)                | RPR puis UMP | 19 juin 2002       | 19 juin 2007       |      |
| 13e circonscription | Martine David (suppléant : Jérôme Sturla)                 | PS           | 19 juin 2002       | 19 juin 2007       |      |
| 14e circonscription | André Gerin (suppléante : Michèle Picard)                 | PCF          | 19 juin 2002       | 19 juin 2007       |      |

### XIIIelégislature(2007-2012)
| Circonscription     | Identité                                                 | Parti | À partir du  | Jusqu'au     | Note |
| ------------------- | -------------------------------------------------------- | ----- | ------------ | ------------ | ---- |
| 1re circonscription | Michel Havard (suppléante : Joëlle Sangouard)            | UMP   | 20 juin 2007 | 19 juin 2012 |      |
| 2e circonscription  | Pierre-Alain Muet (suppléante : Nathalie Perrin-Gilbert) | PS    | 20 juin 2007 | 19 juin 2012 |      |
| 3e circonscription  | Jean-Louis Touraine (suppléante : Sarah Peillon)         | PS    | 20 juin 2007 | 19 juin 2012 |      |
| 4e circonscription  | Dominique Perben (suppléante : Mme Dominique Nachury)    | UMP   | 20 juin 2007 | 19 juin 2012 |      |
| 5e circonscription  | Philippe Cochet (suppléante : Claudine Frieh)            | UMP   | 20 juin 2007 | 19 juin 2012 |      |
| 6e circonscription  | Pascale Crozon (suppléant : Frédéric Vermeulin)          | PS    | 20 juin 2007 | 19 juin 2012 |      |
| 7e circonscription  | Jean-Jack Queyranne (suppléant : Jacky Darne)            | PS    | 20 juin 2007 | 19 juin 2012 |      |
| 8e circonscription  | Patrice Verchère (suppléante : Nicole Vagnier)           | UMP   | 20 juin 2007 | 19 juin 2012 |      |
| 9e circonscription  | Bernard Perrut (suppléante : Chantal Pegaz)              | UMP   | 20 juin 2007 | 19 juin 2012 |      |
| 10e circonscription | Christophe Guilloteau (suppléant : Étienne Fillot)       | UMP   | 20 juin 2007 | 19 juin 2012 |      |
| 11e circonscription | Georges Fenech                                           | UMP   | 20 juin 2007 | 27 mars 2008 | Dem  |
| 11e circonscription | Raymond Durand                                           | NC    | 2 juin 2008  | 19 juin 2012 |      |
| 12e circonscription | Michel Terrot (suppléant : Bernard Gillet)               | UMP   | 20 juin 2007 | 19 juin 2012 |      |
| 13e circonscription | Philippe Meunier (suppléante : Denise Rosset-Bressand)   | UMP   | 20 juin 2007 | 19 juin 2012 |      |
| 14e circonscription | André Gerin (suppléante : Michèle Picard)                | PCF   | 20 juin 2007 | 19 juin 2012 |      |

### XIVelégislature(2012-2017)

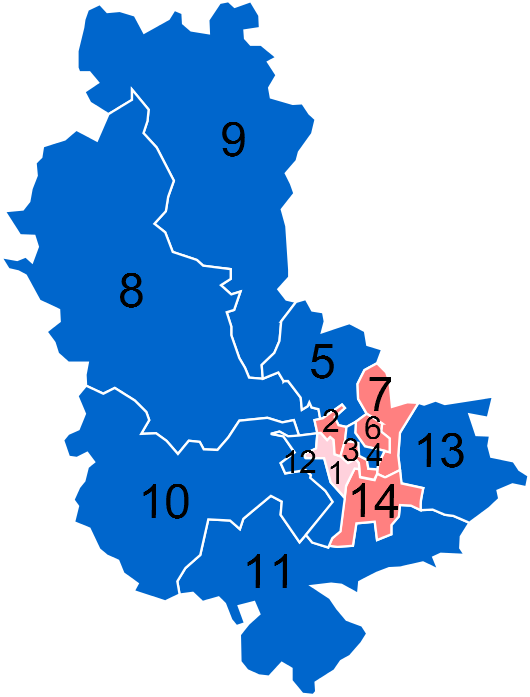
Résultats des élections législatives de 2012 dans le Rhône.

| Circonscription     | Identité                                            | Parti       | À partir du  | Jusqu'au     | Note                                                |
| ------------------- | --------------------------------------------------- | ----------- | ------------ | ------------ | --------------------------------------------------- |
| 1re circonscription | Thierry Braillard                                   | PRG         | 20 juin 2012 | 9 avril 2014 | Nommé secrétaire d'État dans le Gouvernement Valls  |
| 1re circonscription | Gilda Hobert                                        | PS puis PRG | 9 avril 2014 | En cours     | Remplaçante                                         |
| 2e circonscription  | Pierre-Alain Muet (suppléante : Thérèse Rabatel)    | PS          | 20 juin 2012 | En cours     |                                                     |
| 3e circonscription  | Jean-Louis Touraine (suppléante : Sarah Peillon)    | PS          | 20 juin 2012 | En cours     |                                                     |
| 4e circonscription  | Dominique Nachury (suppléant : Pierre Bérat)        | UMP         | 20 juin 2012 | En cours     |                                                     |
| 5e circonscription  | Philippe Cochet (suppléante : Marie-Laure Bonnefoy) | UMP         | 20 juin 2012 | En cours     |                                                     |
| 6e circonscription  | Pascale Crozon (suppléant : Loïc Chabrier)          | PS          | 20 juin 2012 | En cours     |                                                     |
| 7e circonscription  | Hélène Geoffroy                                     | PS          | 20 juin 2012 | 12 mars 2016 | Nommée secrétaire d'État dans le Gouvernement Valls |
| 7e circonscription  | Renaud Gauquelin                                    | PS          | 12 mars 2016 | En cours     | Remplaçant                                          |
| 8e circonscription  | Patrice Verchère (suppléant : Éric Poncet)          | UMP         | 20 juin 2012 | En cours     |                                                     |
| 9e circonscription  | Bernard Perrut (suppléante : Chantal Pegaz)         | UMP         | 20 juin 2012 | En cours     |                                                     |
| 10e circonscription | Christophe Guilloteau (suppléant : Étienne Fillot)  | UMP         | 20 juin 2012 | En cours     |                                                     |
| 11e circonscription | Georges Fenech (suppléant : Renaud Pfeffer)         | UMP         | 20 juin 2012 | En cours     |                                                     |
| 12e circonscription | Michel Terrot (suppléante : Isabel Santos-Malsch)   | UMP         | 20 juin 2012 | En cours     |                                                     |
| 13e circonscription | Philippe Meunier (suppléante : Christiane Guicherd) | UMP         | 20 juin 2012 | En cours     |                                                     |
| 14e circonscription | Yves Blein (suppléante : Nora Othman)               | PS          | 20 juin 2012 | En cours     |                                                     |

### XVelégislature(2017-2022)
| Circonscription     | Identité                 | Parti | Parti | Suppléant(e)      | Autres mandats                                  |
| ------------------- | ------------------------ | ----- | ----- | ----------------- | ----------------------------------------------- |
| 1re circonscription | Thomas Rudigoz           |       | LREM  | Lætitia Lafay     | Maire du 5e arrondissement de Lyon (2015-2017)  |
| 2e circonscription  | Hubert Julien-Laferrière |       | LREM  | Coralina Lacombe  | Maire du 9e arrondissement de Lyon              |
| 3e circonscription  | Jean-Louis Touraine      |       | LREM  | Sarah Peillon     |                                                 |
| 4e circonscription  | Anne Brugnera            |       | LREM  | Nicolas De Barjac |                                                 |
| 5e circonscription  | Blandine Brocard         |       | LREM  | Philippe Bernier  | Adjointe au maire de Saint-Germain-au-Mont-d'Or |
| 6e circonscription  | Bruno Bonnell            |       | LREM  | Chafia Tifra      |                                                 |
| 7e circonscription  | Anissa Khedher           |       | LREM  | José Sanchez      |                                                 |
| 8e circonscription  | Patrice Verchère         |       | LR    | Nathalie Serre    | Conseiller régional d'Auvergne-Rhône-Alpes      |
| 8e circonscription  | Nathalie Serre           |       | DVD   | —                 | Entre en fonction en 2020                       |
| 9e circonscription  | Bernard Perrut           |       | LR    | Chantal Pegaz     | Maire de Villefranche-sur-Saône                 |
| 10e circonscription | Thomas Gassilloud        |       | LREM  | Fabienne Tirtiaux | Maire de Saint-Symphorien-sur-Coise             |
| 11e circonscription | Jean-Luc Fugit           |       | LREM  | Anne Lamoine      |                                                 |
| 12e circonscription | Cyrille Isaac-Sibille    |       | MoDem | Ghislaine Torres  |                                                 |
| 13e circonscription | Danièle Cazarian         |       | LREM  | Daniel Buguet     |                                                 |
| 14e circonscription | Yves Blein               |       | LREM  | Sondos Boujday    | Maire de Feyzin                                 |

### XVIelégislature(2022-2024)
| Circonscription     | Identité                 | Parti | Parti | Suppléant(e)            | Autres mandats |
| ------------------- | ------------------------ | ----- | ----- | ----------------------- | --- |
| 1re circonscription | Thomas Rudigoz           |       | LREM  | Lætitia Patriarca       | Conseiller de la métropole de Lyon                                                                                       |
| 2e circonscription  | Hubert Julien-Laferrière |       | ECO   | Yasmine Bouagga         | |
| 3e circonscription  | Marie-Charlotte Garin    |       | EELV  | Boris Miachon-Debard    | |
| 4e circonscription  | Anne Brugnera            |       | LREM  | Abdel Achache           | |
| 5e circonscription  | Blandine Brocard         |       | MoDem | Hugo Boucheron          | |
| 6e circonscription  | Gabriel Amard            |       | LFI   | Melouka Hadj-Mimoune    | Conseiller régional d'Auvergne-Rhône-Alpes                                                                               |
| 7e circonscription  | Alexandre Vincendet      |       | HOR   | Martine Chareyre        | Conseiller municipal de Rillieux-la-Pape Conseiller de la métropole de Lyon                                              |
| 8e circonscription  | Nathalie Serre           |       | LR    | Aymeric Champale        | Conseillère municipale de L'Arbresle                                                                                     |
| 9e circonscription  | Alexandre Portier        |       | LR    | Bernard Perrut          | Adjoint au maire de Villefranche-sur-Saône Vice-président de la communauté d'agglomération Villefranche Beaujolais Saône |
| 10e circonscription | Thomas Gassilloud        |       | Agir  | Fabienne Tirtiaux       | |
| 11e circonscription | Jean-Luc Fugit           |       | LREM  | Magali Bacle-Coulouvrat | |
| 12e circonscription | Cyrille Isaac-Sibille    |       | MoDem | Carine Frappa-Rousse    | |
| 13e circonscription | Sarah Tanzilli           |       | LREM  | Jean-Pierre Jourdain    | |
| 14e circonscription | Idir Boumertit           |       | LFI   | Gisèle Putoud           | Adjoint au maire de Vénissieux                                                                                           |

### XVIIelégislature(depuis 2024)
| Circonscription     | Identité                | Parti | Parti | Suppléant               | Autres mandats |
| ------------------- | ----------------------- | ----- | ----- | ----------------------- | --- |
| 1re circonscription | Anaïs Belouassa-Cherifi |       | LFI   | Nadine Georgel          | |
| 2e circonscription  | Boris Tavernier         |       | LÉ    | Yasmine Bouagga         | |
| 3e circonscription  | Marie-Charlotte Garin   |       | LÉ    | Boris Miachon-Debard    | |
| 4e circonscription  | Sandrine Runel          |       | PS    | Régis Bourgeat          | |
| 5e circonscription  | Blandine Brocard        |       | MoDem | Romain Vernet           | |
| 6e circonscription  | Gabriel Amard           |       | LFI   | Melouka Hadj-Mimoune    | Conseiller régional d'Auvergne-Rhône-Alpes                                                                                      |
| 7e circonscription  | Abdelkader Lahmar       |       | LFI   | Élise Sabin             | |
| 8e circonscription  | Jonathan Géry           |       | RN    | Daniel Prud'homme       | |
| 9e circonscription  | Alexandre Portier       |       | LR    | Pascale Bay             | Ancien adjoint au maire de Villefranche-sur-Saône Vice-président de la communauté d'agglomération Villefranche Beaujolais Saône |
| 10e circonscription | Thomas Gassilloud       |       | Agir  | Fabienne Tirtiaux       | |
| 11e circonscription | Jean-Luc Fugit          |       | LREM  | Magali Bacle-Coulouvrat | |
| 12e circonscription | Cyrille Isaac-Sibille   |       | MoDem | Carine Frappa-Rousse    | |
| 13e circonscription | Tiffany Joncour         |       | RN    | Laurent Primault        | |
| 14e circonscription | Idir Boumertit          |       | LFI   | Gisèle Putoud           | Ancien adjoint au maire de Vénissieux                                                                                           |

## Chambre des députés (Quatrième République)

### IIIelégislature (1956 - 1958)
1re circonscription
- Louis Alloin
- Jean Cagne (PCF)
- Pierre Cot (app. PCF)
- Étienne Gagnaire (SFIO)
- Édouard Herriot, (Rad. soc.) mort le 26 mars 1957, remplacé le 2 juin 1957 par Roger Fulchiron
- Guy Jarrosson
- Pierre Montel
- Jacques Soustelle

2e circonscription
- Jean Laborde
- Camille Vallin (PCF)
- Joseph Vignal, non validé, remplacé par Lucien Degoutte
- Jean Villard (MRP)

### IIelégislature (1951 - 1955)
1re circonscription
- Jean Cagne (PCF)
- Édouard Charret (RPF)
- Pierre Cot (app. PCF)
- Édouard Herriot (Rad-soc)
- Guy Jarrosson
- Alfred Jules-Julien (Rad-soc)
- Pierre Montel
- Jacques Soustelle (RPF)

2e circonscription
- Lucien Degoutte
- Jean Laborde
- Henri Lacombe
- Jean Villard (MRP)

### Ire législature (1946 - 1951)
1re circonscription
- Julien Airoldi (PCF)
- Joannès Charpin (MRP)
- Maurice Guérin (MRP)
- Édouard Herriot (Rad.)
- Alfred Jules-Julien (Rad.)
- Mathilde Méty (PCF) démission le 18 janvier 1949, remplacée par Auguste Hugonnier (PCF)
- Pierre Montel
- André Philip (SFIO)

2e circonscription
- Lucien Degoutte
- Albert Lécrivain-Servoz (MRP)
- Eugène Montagnier (PCF)
- Jean Villard (MRP)

## Gouvernement provisoire de République française

### Assemblée constituante de 1946
1re circonscription
- Julien Airoldi (PCF)
- Joannès Charpin (MRP)
- Maurice Guérin (MRP)
- Édouard Herriot (Rad. soc.)
- Alfred Jules-Julien
- Mathilde Méty (PCF)
- Pierre Montel
- André Philip (SFIO)

2e circonscription
- Claudius Delorme (Paysan)
- Albert Lécrivain-Servoz (MRP)
- Eugène Montagnier (PCF)
- Jean Villard (MRP)

### Assemblée constituante de 1945
1re circonscription
- Julien Airoldi (PCF)
- Pierre Burgeot (PRL)
- Joannès Charpin (MRP)
- Maurice Guérin (MRP)
- Édouard Herriot (Rad. soc.)
- Auguste Hugonnier (PCF)
- Mathilde Méty (PCF)
- André Philip (SFIO)

2e circonscription
- Claudius Delorme (Paysan)
- Albert Lécrivain-Servoz (MRP)
- Eugène Montagnier (PCF)
- Jean Peissel (MRP)

## Chambre des députés (Troisième République)

### XVIelégislature (1936 - 1940)
- Édouard Herriot
- André Philip
- Félix Brun
- Armand Chouffet
- Paul Richard
- Alfred Elmiger
- Pierre Burgeot
- André Février
- Alfred Jules-Julien
- François Peissel
- Claude Jordery
- Georges Lévy
- Laurent Bonnevay
- Antoine Sallès

### XVelégislature (1932 - 1936)
- Lyon-1 : Édouard Herriot, Radical-socialiste
- Lyon-4 : Maurice Pierre Rolland, Radical-socialiste
- Villefranche-1 : Armand Chouffet, SFIO
- Lyon-5 : Claude Bruyas, Radical-socialiste
- Lyon-8 : Paul Richard, Radical-socialiste
- Lyon-6 : André Février, SFIO
- Lyon-9 : Paul Massimi, Radical-socialiste
- Lyon-3 : Alfred Jules-Julien, Radical-socialiste
- Lyon-10 : François Peissel, Républicain et social
- Lyon-11 : Jean-Marie Fillon, Radical-socialiste
- Lyon-7 : Julien Barbero, Radical-socialiste
- Villefranche-2 : Laurent Bonnevay, Républicains de gauche
- Lyon-12 : Lazare Goujon, SFIO
- Lyon-2 : Antoine Sallès, Républicain et social

### XIVelégislature (1928 - 1932)
Les élections législatives furent au scrutin d'arrondissement majoritaire à deux tours de 1928 à 1936.
- Lyon-1 : Édouard Herriot, Radical-socialiste
- Villefranche-1 : Armand Chouffet, SFIO
- Lyon-5 : Claude Bruyas, Radical-socialiste
- Lyon-6 : André Février, SFIO
- Lyon-9 : Paul Massimi, Radical-socialiste
- Lyon-7 : Charles Lambert, Radical-socialiste
- Lyon-3 : Victor Augagneur, Gauche sociale et radicale, décédé le 23 avril 1931, remplacé par Alfred Jules-Julien, Radical-socialiste, élu le 18 juin 1931
- Lyon-10 : François Peissel, Union républicaine démocratique
- Lyon-4 : Étienne Richerand, SFIO, décédé le 14 janvier 1931, remplacé par Pierre Odoux, SFIO, élu le 29 mars 1931
- Villefranche-2 : Laurent Bonnevay, Républicain de Gauche (modéré)
- Lyon-8 : Étienne Rognon, SFIO
- Lyon-12 : Lazare Goujon, SFIO
- Lyon-11 : Jean-Baptiste Delorme, Union républicaine démocratique
- Lyon-2 : Antoine Sallès, Union républicaine démocratique

Source : Élections législatives 22-29 avril 1928 de Georges Lachapelle - https://gallica.bnf.fr/ark:/12148/bpt6k320439r.texteImage#

### XIIIelégislature (1924 - 1928)
Les élections législatives de 1924 furent organisées au scrutin proportionnel de liste. Elles marquèrent au niveau national national la victoire du "Cartel des gauches".
Liste du Bloc des Gauches
- Édouard Herriot, Parti radical et radical-socialiste, Ancien Ministre, conseiller général, maire de Lyon
- Justin Godart, Parti radical et radical-socialiste, Ancien Sous-secrétaire d'État, élu sénateur en 1926, non remplacé
- Émile Bender, Parti radical et radical-socialiste, Président du Conseil général, maire d'Odenas
- Étienne Rognon, SFIO, Conseiller municipal de Lyon
- Marius Moutet, SFIO, Conseiller général
- Louis Chazette, Parti radical et radical-socialiste, Président du Conseil d'arrondissement de Lyon, adjoint au maire de Lyon
- Jean-Pierre Breton, SFIO, Vice-Président du Conseil général, maire de Pommiers
- François Vermare, Parti radical et radical-socialiste, Vice-Président du Conseil général
- Charles Lambert, Parti radical et radical-socialiste, Avocat
- Jean-Marie Fillon, Parti radical et radical-socialiste, Conseiller général, maire de Chassagny
- André Février, SFIO, Conseiller municipal de Lyon
- François Gerboud, SFIO, Adjoint au maire de Grigny
- Victor Darme, SFIO, Conseiller général

Source : Barodet sur le site de l'Assemblée Nationale - https://bibnum.sciencespo.fr/s/catalogue/ark:/46513/sc16m1m0#?c=&m=&s=&cv=

### XIIelégislature (1919 - 1924)
Les élections législatives de 1919 furent organisées au scrutin proportionnel de liste. Elles marquèrent au niveau national la victoire du "Bloc national" de centre-droit.
Liste d'union des comités républicains (Fédération républicaine, Action libérale populaire, Alliance républicaine démocratique, Radicaux indépendants
- Auguste Isaac, Entente républicaine démocratique
- Laurent Bonnevay, Entente républicaine démocratique, Conseiller général de Lamure-sur-Azergues
- Henry Fleury-Ravarin, Républicain de gauche (modéré)
- Francisque Regaud, Entente républicaine démocratique, Adjoint au maire de Lyon
- Louis Le Nail, Entente républicaine démocratique
- Pierre Pays, Entente républicaine démocratique, Conseiller général de Limonest, maire de Collonges-au-Mont-d'Or
- Alphonse Gourd, Entente républicaine démocratique

Liste du Parti républicain radical et radical-socialiste - Parti de l'alliance républicaine socialiste (Comités républicains du commerce, de l'industrie et de l'agriculture
- Édouard Herriot, Parti radical et radical-socialiste, Conseiller général, maire de Lyon
- Justin Godart, Parti radical et radical-socialiste

Liste du Parti socialiste
- Étienne Rognon, SFIO
- Marius Moutet, SFIO, Conseiller général
- Georges Lévy, SFIO puis PC-SFIC, Conseiller municipal d'Oullins

Source : Barodet, sur le site de l'Assemblée Nationale - https://bibnum.sciencespo.fr/s/catalogue/ark:/46513/sc16m2kz#?c=&m=&s=&cv=

### XIelégislature (1914 - 1919)
- Lyon-10 : Jean Voillot, SFIO
- Lyon-1 : Justin Godart, Radical socialiste
- Villefranche-1 : Émile Bender, Radical socialiste
- Villefranche-2 : Laurent Bonnevay, Fédération républicaine (Droite)
- Lyon-4 : Étienne Rognon, SFIO
- Lyon-9 : Jean Peyret, Radical socialiste
- Lyon-5 : Pierre Manus, SFIO
- Lyon-8 : Pierre Pays, Fédération républicaine (Droite)
- Lyon-3 : Victor Augagneur, Républicain socialiste
- Lyon-7 : Pierre Colliard, Républicain socialiste
- Lyon-2 : Alphonse Gourd, Fédération républicaine (Droite)
- Lyon-6 : Joannès Marietton, SFIO, décédé le 27 mai 1914, remplacé par Marius Moutet, SFIO, élu le 9 août 1914

Sources : Journal Le Temps du 28 avril et du 12 mai 1914 sur Gallica - ,.

### Xelégislature (1910 - 1914)
- Lyon-1 : Justin Godart, Radical socialiste
- Villefranche-1 : Émile Bender, Radical socialiste
- Villefranche-2 : Laurent Bonnevay, Républicain progressiste
- Lyon-4 : Étienne Rognon, Socialistes unifiés
- Lyon-5 : Pierre Manus, Socialistes unifiés
- Lyon-8 : Édouard Aynard, Républicain progressiste, décédé le 25 juin 1913, remplacé par Pierre Pays, Républicain progressiste, élu le 24 août 1913
- Lyon-9 : Henry Fleury-Ravarin, Républicain progressiste
- Lyon-6 : Joannès Marietton, Socialistes unifiés
- Lyon-3 : Victor Augagneur, Républicain socialiste
- Lyon-7 : Pierre Colliard, Républicain socialiste
- Lyon-2 : Alphonse Gourd, Républicain progressiste
- Lyon-10 : Claude Berlié, Radical socialiste

Sources : Journal Le Temps du 24 avril et du 8 mai 1910 sur Gallica - ,.

### IXelégislature (1906 - 1910)
- Lyon-1 : Justin Godart, Radical socialiste
- Villefranche-1 : Justin Chabert, Gauche radicale, décédé le 16 octobre 1907, remplacé par Émile Bender, Gauche radicale socialiste, élu le 8 décembre 1907
- Villefranche-2 : Laurent Bonnevay, Républicain progressiste
- Lyon-4 : Paul Cazeneuve, Radical, élu sénateur en 1909, remplacé par Étienne Rognon, Socialistes parlementaires, élu le 7 mars 1909
- Lyon-5 : Victor Fort, Socialistes parlementaires
- Lyon-6 : Joannès Marietton, Socialistes unifiés
- Lyon-9 : Louis Normand, Socialistes parlementaires
- Lyon-10 : Francis de Pressensé, Socialistes unifiés
- Lyon-7 : Pierre Colliard, Socialistes parlementaires
- Lyon-2 : Alphonse Gourd, Républicain progressiste
- Lyon-3 : Jules Brunard, Gauche radicale socialiste
- Lyon-8 : Édouard Aynard, Républicain progressiste

Sources : Journal Le Temps du 6 et du 22 mai 1906 sur Gallica - ,.

### VIIIelégislature (1902 - 1906)
- Villefranche-2 : Laurent Bonnevay, Républicain Libéral
- Lyon-6 : Henry Fleury-Ravarin, Républicain progressiste
- Lyon-5 : Philippe Krauss, Socialiste, décédé en 1904 remplacé par Victor Augagneur, Républicain Socialiste, démissionne en 1905 (nommé Gouverneur général de Madagascar, remplacé par Victor Fort, Socialiste
- Lyon-9 : Eugène Genet, Radical, décédé en 1904, remplacé par Louis Normand, Socialiste
- Lyon-10 : Francis de Pressensé, Socialiste
- Lyon-7 : Pierre Colliard, Socialiste
- Lyon-4 : Paul Cazeneuve, Radical
- Lyon-2 : Alphonse Gourd, Rallié, Républicain progressiste
- Lyon-1 : Jean-Marie de Lanessan, Ministre de la Marine, Républicain
- Villefranche-1 : Justin Chabert, Radical
- Lyon-3 : Jules Brunard, Radical
- Lyon-8 : Édouard Aynard, Républicain

Source : journal Le Temps du 29 avril et du 13 mai 1902 sur Gallica,.

### VIIelégislature (1898 - 1902)
- Villefranche-2 : Henri Palix, Socialiste
- Lyon-6 : Henry Fleury-Ravarin, Républicain
- Lyon-5 : Philippe Krauss, Socialiste
- Lyon-3 : Étienne Bonard, Socialiste Blanquiste
- Lyon-7 : Pierre Colliard, Radical Socialiste
- Lyon-2 : Alphonse Gourd, Républicain
- Lyon-9 : Eugène Genet, Radical
- Lyon-4 : Alexandre Florent, Socialiste
- Lyon-1 : Jean-Marie de Lanessan, Républicain radical
- Villefranche-1 : Louis Million, Républicain, élu sénateur en 1899, remplacé par Justin Chabert, Républicain
- Lyon-8 : Édouard Aynard, Républicain

Source : journal Le Temps du 10 mai et du 24 mai 1898 sur Gallica,.

### VIelégislature (1893 - 1898)
- Lyon-6 : Henry Fleury-Ravarin, Républicain
- Lyon-3 : Claudius Guichard, Républicain, décédé en 1895, remplacé par Étienne Bonard,  Socialiste indépendant
- Lyon-1 : Auguste Burdeau, Républicain, décédé en 1894 remplacé par Alfred Faure
- Lyon-2 : Jean Clapot, Radical
- Lyon-9 : Eugène Genet, Républicain
- Lyon-4 : François Masson, Radical socialiste
- Villefranche-2 : Louis Sonnery-Martin, Rallié
- Lyon-8 : Édouard Aynard, Républicain
- Lyon-7 :Ernest Bérard, Républicain
- Villefranche-1 : Louis Million, Républicain
- Lyon-5 : Valentin Couturier, Socialiste

Source : journal Le Temps du 22 août et du 5 septembre 1893 sur Gallica,.

### Velégislature (1889 - 1893)
- Villefranche-2 : Félix Lachize, Socialiste
- Lyon-1 : Auguste Burdeau, Républicain
- Lyon-2 : François Thévenet, Républicain, élu sénateur en 1892, remplacé par Jean Clapot, Radical
- Lyon-4 : Victor Lagrange, Radical
- Lyon-3 : Édouard Thiers, Républicain, décédé en 1890, remplacé par Claudius Guichard,  Républicain
- Lyon-9 : Édouard Prénat, Conservateur
- Lyon-8 : Édouard Aynard, Républicain
- Lyon-6 : Louis Guillaumou, Républicain
- Lyon-7 : Ernest Bérard, Républicain
- Villefranche-1 : Louis Million, Républicain
- Lyon-5 : Valentin Couturier, Socialiste

Source : journal Le Temps du 24 septembre et du 8 octobre 1889 sur Gallica,.

### IVelégislature (1885 - 1889)
- Henri Marmonier
- Auguste Burdeau
- François Thévenet
- Victor Lagrange
- Édouard Thiers
- Joseph Rochet décédé en 1888 remplacé par Jean-Baptiste Chépié
- Arthur Ballue
- Jean-Louis Jacquier
- Louis Guillaumou
- Louis Million
- Alexis Chavanne

### IIIelégislature (1881 - 1885)
- Victor Lagrange
- Louis Andrieux
- Arthur Ballue
- Jean-Claude Perras
- Édouard Bonnet-Duverdier décédé en 1883, remplacé par Georges Brialou
- François Varambon démissionne en 1883 remplacé par Louis Monteilhet
- Émile Guyot élu sénateur en 1882 remplacé par Louis Million
- Alexis Chavanne

### IIelégislature (1877 - 1881)
- Louis Andrieux
- Édouard Millaud élu sénateur en 1880, remplacé par Arthur Ballue
- Jean-Claude Perras
- François Varambon
- Émile Guyot
- Pierre Durand décédé en 1878, remplacé par Alexis Chavanne
- Édouard Bonnet-Duverdier

### Ire législature (1876 - 1877)
- Francisque Ordinaire
- Louis Andrieux
- Jean-Claude Perras
- Édouard Millaud
- François Varambon
- Émile Guyot
- Pierre Durand

## Assemblée nationale(1871-1876)
| Nom                                           | Département | Date d'élection complémentaireRaison   | Date de fin de mandat anticipéeRaison    | Étiquette/Parti     |
| --------------------------------------------- | ----------- | -------------------------------------- | ---------------------------------------- | ------------------- |
| Ferdinand Ducarre (1819-1883)                 | Rhône       |                                        |                                          | Gauche républicaine |
| Louis Léon César Faidherbe (1818-1889)        | Rhône       |                                        |                                          | Gauche républicaine |
| Jules Favre (1809-1880)                       | Rhône       |                                        |                                          | Gauche républicaine |
| Pierre Eugène Flottard (né en 1821)           | Rhône       |                                        |                                          | Gauche républicaine |
| Jean-François Édouard Glas (né en 1813)       | Rhône       |                                        |                                          | Centre gauche       |
| Émile Guyot (1830-1906)                       | Rhône       | 13 mai 1873 En remplacement de Laprade |                                          | Union républicaine  |
| Victor de Laprade (1813-1883)                 | Rhône       |                                        | 1873 Démission, remplacé par de Laprade  | Centre droit        |
| Philippe Le Royer (1816-1897)                 | Rhône       |                                        | 13 décembre 1875 Élu sénateur inamovible | Gauche républicaine |
| Lucien Mangini (1833-1900)                    | Rhône       |                                        |                                          | Centre gauche       |
| Édouard Millaud (1834-1912)                   | Rhône       |                                        |                                          | Union républicaine  |
| Jules Morel (1816-1873)                       | Rhône       |                                        |                                          | Union des Droites   |
| René de Rochechouart de Mortemart (1804-1893) | Rhône       |                                        |                                          | Union des Droites   |
| Francisque Ordinaire (1844-1896)              | Rhône       |                                        |                                          | Union républicaine  |
| Jean-Baptiste Perret (1815-1887)              | Rhône       |                                        |                                          | Centre droit        |
| Gabriel Louis de Saint-Victor (1824-1893)     | Rhône       |                                        |                                          | Union des Droites   |

## Second Empire

### Irelégislature(1852-1857)
- Henri Dugas
- René de Rochechouart de Mortemart
- Auguste Cabias
- Édouard Réveil

### IIelégislature(1857-1863)
- Laurent Descours
- René de Rochechouart de Mortemart
- Jacques-Louis Hénon
- Édouard Réveil

### IIIelégislature(1863-1869)
- Joannès Terme
- Laurent Descours
- Jules Favre
- Hippolyte Perras
- Jacques-Louis Hénon

### IVelégislature(1869-1870)
- Hippolyte Perras décédé en 1870, remplacé par Lucien Mangini
- Joannès Terme
- François-Désiré Bancel
- Laurent Descours
- François-Vincent Raspail

## IIeRépublique
Élections au suffrage universel masculin à partir de 1848

### Assemblée nationale constituante (1848-1849)
- Joannis Ferrouillat
- Claude Pelletier
- Joseph Benoit
- Esprit Doutre
- Louis Greppo
- René de Rochechouart de Mortemart
- Prosper Mouraud
- Pierre Auberthier
- Philibert Chanay
- Pierre Lortet démissionne en 1848, remplacé par Jean-Charles Rivet
- Julien Lacroix
- Démophile Laforest
- Louis Paullian
- Antoine Gourd

### Assemblée nationale législative (1849-1851)
- François-Vincent Raspail
- Claude Pelletier
- Joseph Benoit
- Esprit Doutre
- Louis Greppo
- Alphonse Morellet
- Mathieu de la Drôme
- Joseph Faure (homme politique, 1805-1872)
- René de Rochechouart de Mortemart
- Philibert Chanay
- Benoît Fond

## Chambre des députés (Monarchie de Juillet)

### IreLégislature(1830-1831)
- Arnould Humblot-Conté
- Jean-Baptiste Dugas-Montbel
- Antoine Gabriel Jars
- Joseph Vachon-Imbert
- Jean Couderc

### IIeLégislature(1831-1834)
- Antoine Carrichon
- Jean-Baptiste Dugas-Montbel
- Jean-Claude Fulchiron
- Antoine Gabriel Jars
- Jean Couderc

### IIIeLégislature(1834-1837)
- Paul Jean Pierre Sauzet
- Nicolas Laurens-Humblot
- Jean-Baptiste Dugas-Montbel décédé en 1834, remplacé par Jean Verne de Bachelard
- Jean-Claude Fulchiron
- Antoine Gabriel Jars

### IVeLégislature(1837-1839)
- Paul Jean Pierre Sauzet
- Nicolas Laurens-Humblot
- Jean-Claude Fulchiron
- Antoine Gabriel Jars
- Jean Verne de Bachelard

### VeLégislature(1839-1842)
- Paul Jean Pierre Sauzet
- Jean Verne de Bachelard démissionne en 1841, remplacé par François Leullion de Thorigny
- Jean-Claude Fulchiron
- Antoine Gabriel Jars
- Nicolas Laurens-Humblot

### VIeLégislature(1842-1846)
- François Leullion de Thorigny démissionne en 1845, remplacé par Adrien Marie Devienne
- Paul Jean Pierre Sauzet
- Jean-Claude Fulchiron nommé pair en 1845, remplacé par Jean-Jacques Desprez
- Christophe Martin
- Jean-François Terme

### VIIeLégislature(17/08/1846-24/02/1848)
- Jean-François Terme décédé en 1847, remplacé par René de Rochechouart de Mortemart
- Adrien Marie Devienne
- Paul Jean Pierre Sauzet
- Jean-Jacques Desprez
- Christophe Martin

## Chambre des députés des départements (2eRestauration)

### Irelégislature(1815–1816)
- Jean-Joseph Méallet de Fargues
- Thomas-Jacques de Cotton
- André d'Albon
- Gabriel-Barthélemy de Magneval

### IIelégislature(1816-1823)
- Philibert Delphin
- Jean-Joseph Méallet de Fargues
- Arnould Humblot-Conté
- André-Roch-François-Marie Gillet de Valbreuze
- Jean Couderc
- Claude-Marie de Rivérieulx de Chambost
- Claude Tircuy de Corcelles
- Joseph-Marie Pavy
- Thomas-Jacques de Cotton
- Barthélemy-Fleury Delhorme
- Jean François Cornu de La Poype
- Gabriel-Barthélemy de Magneval

### IIIelégislature(1824-1827)
- Jean Couderc
- Joseph-Marie Pavy
- Claude-François Couppier
- François Aimé de Laurencin
- Barthélemy-Fleury Delhorme

### IVelégislature(1828-1830)
- Jean de Lacroix-Laval
- Arnould Humblot-Conté
- Jean-Marie Victor Dauphin de Verna
- Antoine-Gabriel Jars
- Dominique Mottet de Gérando
- Jean Couderc
- Claude Tircuy de Corcelles

### Velégislature(23 juin 1830-28 juillet 1830)
- Arnould Humblot-Conté
- Jean-Baptiste Dugas-Montbel
- Antoine-Gabriel Jars
- Joseph-François Vachon-Imbert
- Jean Couderc
- Claude Tircuy de Corcelles

## Chambre des représentants (Cent-Jours)
- Jean-Marie-Philippe Sauzey
- Augustin Perier
- Jacques Jomard
- Jean-Pierre Bissardon
- Claude Antoine Vouty de La Tour
- Pierre Dulac
- Joseph Gras

## Chambre des députés des départements (1reRestauration)
- Charles Bernardin Chirat
- Pierre-François Rieussec

## Corps législatif(1800-1814)
- Denis Durozier de Magneux
- Charles Bernardin Chirat
- Jean-Jacques Corcelette
- Pierre Allard
- Claude Marie Terrasson
- Joseph Fulchiron
- Pierre-François Rieussec
- Georges-Antoine Ricard
- Paul Cayré

## Conseil des Cinq-Cents(1795-1799)
- Camille Jordan
- Pierre-Thomas Rambaud
- Michel Carret
- Paul Émilien Béraud
- Charles Antoine Chasset
- Étienne Mayeuvre de Champvieux
- Louis Vitet
- Paul Cayré
- Jean-Baptiste Pressavin
- Jacques Forest
- Jacques Imbert-Colomès
- Georges-Antoine Ricard

## Convention nationale
15 députés et 5 suppléants

### Députés
1. Charles Antoine Chasset, juge à Villefranche, maire de Villefranche-sur-Saône, membre du tribunal de cassation, ancien Constituant. Est exclu après le 31 mai 1793 ; est remplacé par Noailly, le 13 août 1793 ; est rappelé en mars 1795 et siège en même temps que son suppléant.
2. Jean-Baptiste Claude Henri Dupuy, juge à Montbrison, ancien député à la Législative.
3. Louis Vitet, maire de Lyon. Est exclu après le 31 mai 1793 ; est remplacé par Boiron, le 7 août 1793 ; est rappelé en mars 1795 et siège en même temps que son suppléant.
4. Joseph Priestley, chimiste anglais. Élu dans l'Orne et dans Rhône-et-Loire, refuse le mandat de député ; est remplacé le 13 décembre 1792, dans Rhône-et-Loire, par Fournier.
5. Pierre Dubouchet, médecin à Montbrison, ancien député à la Législative.
6. Marcellin Béraud, juge de paix à Valbenoite.
7. Jean-Baptiste Pressavin, chirurgien, substitut du procureur de la commune de Lyon.
8. Marcelin Moulin, maire de Montagny.
9. Antoine Michet, juge au tribunal de Villefranche ; est exclu après le 31 mai 1793, est rappelé le 18 frimaire an III (8 décembre 1794).
10. Eugène Louis Melchior Patrin, naturaliste. Est arrêté en juillet 1793, puis remis en liberté.
11. Jacques Forest, juge au tribunal de Roanne ; est exclu après le 31 mai 1793, est rappelé le 18 frimaire an III (8 décembre 1794).
12. Noël Pointe, ouvrier armurier à Saint-Étienne.
13. Joseph-Marie Cusset, négociant à Lyon.
14. Claude Javogues, administrateur du district de Montbrison. Est décrété d'arrestation le 13 prairial an III (1er juin 1795) ; est ensuite amnistié.
15. François Xavier Lanthenas, médecin. Élu dans la Haute-Loire et dans Rhône-et-Loire, opte pour ce dernier département.

### Suppléants
1. Antoine Fournier, juge de paix de Millery, remplace Priestley qui a refusé le mandat de député.
2. Jean-Baptiste Buiron-Gaillard, maire de Villefranche. Est guillotiné à Lyon et n'a pas siégé.
3. Pierre de Noailly, médecin, maire de Chanoy. Remplace Chasset le 13 août 1793 et continue à siéger après le rappel de ce dernier.
4. Jean-Baptiste Boiron, juge de paix de Saint-Chamond. Remplace Vitet, le 7 août 1793 et continue à siéger après le rappel de ce dernier.
5. Beraud (André), maire de Buf. N'a pas siégé.

## Assemblée nationale législative(1791-1792):Rhône-et-Loire
15 députés et 5 suppléants

### Députés
1. Jean-François Michon-Dumaret, propriétaire, administrateur du département.
2. Antoine-Adrien Lamourette, évêque du département.
3. Jean-Baptiste Claude Henri Dupuy, homme de loi, juge au tribunal du district de Montbrison.
4. Pierre-François Colomb-de-Gast, juge de paix à Saint-Chamond, administrateur du département. Est démissionnaire le 1er septembre 1792. Sa démission n'a pas été acceptée.
5. Jean Thévenet, cultivateur, administrateur du directoire du district de la campagne de Lyon.
6. Benoît Sanslaville, notaire à Beaujeu.
7. Pierre Duvant, homme de loi à Néronde, administrateur du directoire du département.
8. Mathieu Blanchon, cultivateur à Chazelles.
9. Jean-Jacques Jovin-Molle, administrateur du département. Est démissionnaire le 4 juin 1792. Est remplacé le 27 juin 1792 par Dubouchet.
10. Bernard Marie Sage, administrateur du département.
11. Claude Michel Saulnier, propriétaire à Lantigné.
12. Georges Caminet; négociant, administrateur du directoire du district de Lyon.
13. Jérôme de Larochette ci-devant procureur-syndic du district de Roanne.
14. Jean-Pierre Antoine Chirat, homme de loi, procureur-général syndic du département.
15. Pierre-Édouard Lemontey, homme de loi, substitut du procureur de la commune de Lyon.

### Suppléants
1. Pierre Dubouchet, medecin, ci-devant maire de Montbrison. Remplace Jovin-Molle le 27 juin 1792.
2. Deveau, juge de paix à Saint-Étienne.
3. Estourmel, cadet (Henri Joseph), administrateur du district de Lyon.
4. Peillon (Pierre), propriétaire à Grigny.
5. Clergeon (Étienne), homme de loi à Villefranche.

## États générauxetAssemblée constituante(1789-1791)

### Généralité de Lyon

#### Sénéchaussée de Lyon.
Sénéchaussée principale sans secondaire. (16 députés)
- Clergé.
  - 1. Castellas (Jean-Antoine de), doyen de l'église, comte de Lyon, vicaire général, abbé commendataire de Bonne-Combe.
  - 2. Flachat (Antoine), licencié en droit, prédicateur du feu roi de Pologne, curé de Notre-Dame de Saint-Chamond et d'Izieux.
  - 3. Mayet (Jean-Marie-Félix), bachelier en Sorbonne, curé de Rochetaillée.
  - 4. Charrier de La Roche (Louis), prévôt du chapitre noble et curé d'Ainay.
- Noblesse.
  - 5. Mont d'Or (Charles-Louis, marquis de), seigneur de Charpieux, chevalier de Saint-Louis.
  - 6. Boisse (Barthélemy de), chevalier, seigneur de La Thénaudiére.
  - 7. Loras (Louis-Catherine, marquis de), baron de Pollionnay, seigneur de Bellacueil, Montplaisant et autres lieux.
  - 8. Deschamps (Pierre-Suzanne), écuyer, membre de l'Académie de Lyon.
- Tiers état.
  - 9. Millanois (Jean-Jacques-François), bourgeois de Lyon.
  - 10. Perisse du Luc (Jean-André), imprimeur-libraire à Lyon.
  - 11. Couderc (Guillaume-Benoît), négociant à Lyon.
  - 12. Goudard (Pierre-Louis), négociant à Lyon.
  - 13. Bouchardier (Jean-Marie) bourgeois, député de la paroisse de Saint-Julien-en-Jarest. Refuse son élection et est remplacé par Durand (Étienne), marchand à Saint-Maurice-sur-Dargorre.
  - 14. Girerd (Barthélemy), médecin à Tarare.
  - 15. Trouillet (Balthazar), négociant à Charlieu.
  - 16. Basset (Laurent), chevalier, conseiller honoraire de la Cour des Monnaies, lieutenant général de la sénéchaussée et siège présidial de Lyon. Refuse son élection et est remplacé par Bergasse (Nicolas), avocat à Paris.

##### Suppléants. (3)
- Tiers état.
  - 1. Durand (Étienne), marchand à Saint-Maurice-sur-Dargorre. Remplace Bouchardier (Jean-Marie), qui refuse sa députation.
  - 2. Bergasse (Nicolas), avocat à Paris. Remplace Basset (Laurent), qui refuse sa députation.
  - 3. Thevenet (Jean), laboureur, habitant la paroisse de Mornant.

#### Sénéchaussée deVillefranche-de-Beaujolais.
Sénéchaussée principale sans secondaire. (4 députés)
- Clergé.
  - 1. René-Jean-Louis Desvernay, docteur en la maison et faculté de Sorbonne, et curé-sacristain de Notre-Dame-des-Marais de Villefranche.
- Noblesse.
  - 2. Louis-Alexandre-Élysée de Monspey (marquis), seigneur d'Arginy et de Vallière, maréchal de camp, lieutenant des gardes du corps du roi dans la compagnie écossaise, demeurant au château de Vallière, paroisse de Saint-Georges-de-Reneins.
- Tiers état.
  - 3. Chasset (Charles-Antoine), avocat et maire de Villefranche.
  - 4. Jean-Baptiste Humblot, négociant à Villefranche.

##### Suppléants. (1)
- Noblesse.
  - 1. La Roche-Thulon (Claude-René-Marie-François Thibaut de), colonel en second du régiment de Poitou-infanterie, seigneur des Ardillats.